# 青岛督署医院
36°04′03″N 120°19′19.8″E / 36.06750°N 120.322167°E
督署医院（德語：Gouvernementslazarett），又译总督府野战医院、总督府卫戍医院，旧址位于中国山东省青岛市市南区江苏路16号，始建于1898年，是德屬膠州灣租借地最大的医疗机构。其原址现为青岛大学附属医院本部所使用。

## 历史

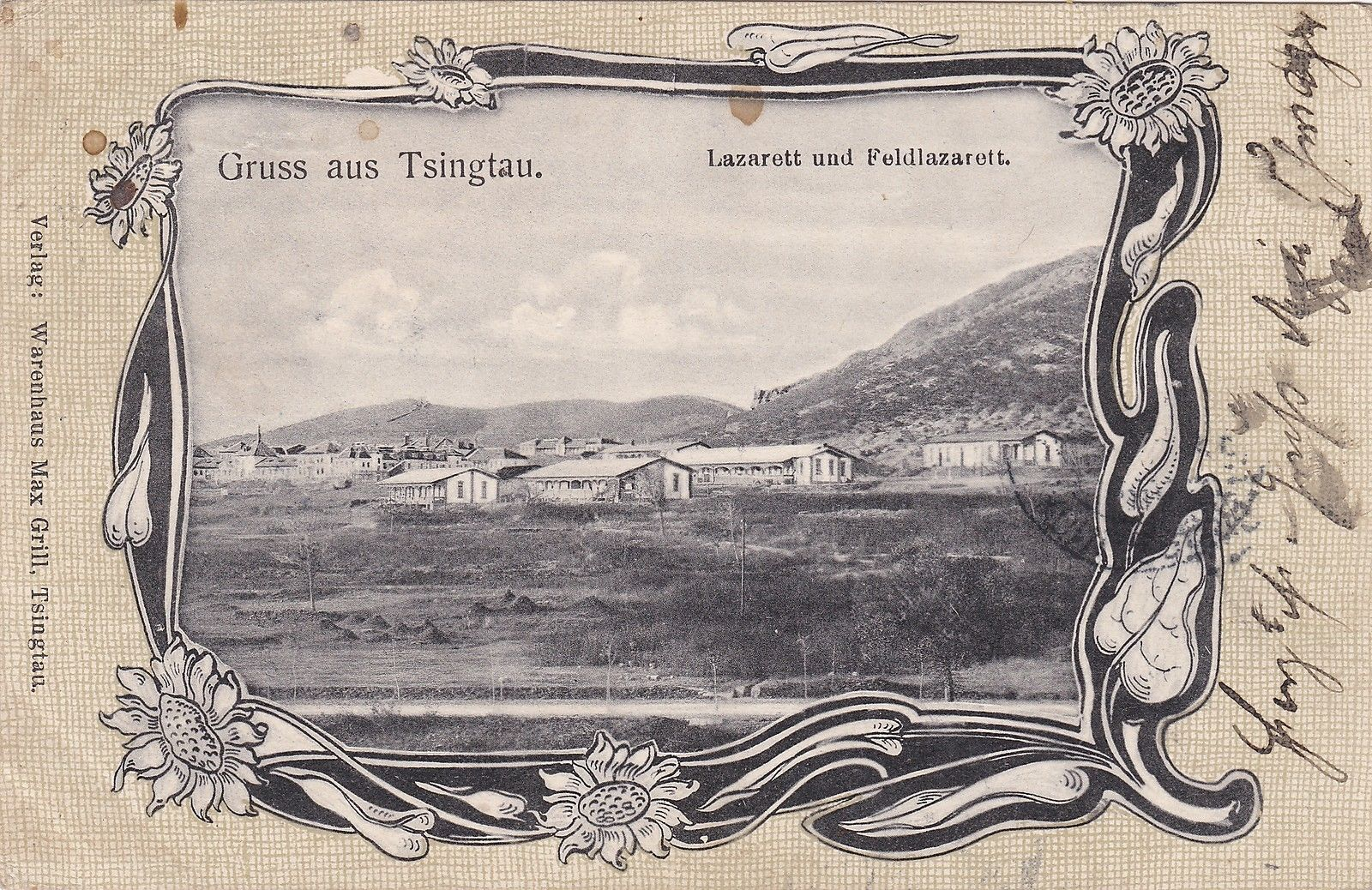
信号山南坡的野战医院，远处可见督署医院建筑群

建设之初的督署医院

1897年11月德军占领青岛后，德国海军在青岛的医院最初有两处：一处为，位于栈桥营东北侧一带，今安徽路湖北路路口西南侧，为一处临时建筑群，约1899至1900年筑路时拆除；另一处为，位于信号山南麓，今龙山路龙江路路口西侧一带，为六栋长条形平房，一直使用至1899年底，1910年代陆续拆除。两座医院的名字均为“野战医院”、“军医院”之意。
1898年春，华北地区爆发瘟疫，波及青岛地区，胶澳总督府为应对疫情并改善当时青岛较差的卫生状况及医疗条件，决定建设一座设施完善的医院，同年5月开工建设，由建筑师马克斯·克诺普夫设计。1899年12月，I号病房楼竣工投入使用，设有病床39张，同时投入使用的还有大药房、两处附属建筑与两处医护人员住房。II号病房楼于1899年开工，1900年建成，可容纳35张病床，并设有外科手术室，同时建成的还有车库和洗衣房。IV号病房因需要收容高密事件中的伤员而提前开工，1900年底建成，有病床30张，附设医护人员餐厅、细菌化验室。1900年，医院划归总督府管辖，改名为督署医院。1902年，位于俾斯麦街（今江苏路）的医院办公楼建成，总督府医院管理局（Lazarettverwaltung）在此办公。1903年冬，医院建筑群中规模最大的III号病房楼建成，该楼1900年即已完成设计，设有眼科、耳科、精神病等专科病房，还有X光透视室、医院监察官和医助宿舍、礼拜堂和医护人员宿舍等，并与II号病房楼一样装有低压暖气设施。
1904年，医院的建设最终告一段落，整个建筑群耗资约198万马克 。此时的医院共设有15个科室、301张病床，拥有X光机、细菌实验室、化学检验室等设施，以及海军首席军医哈里·科尼希（Harry Koenig）等六名主治医生。

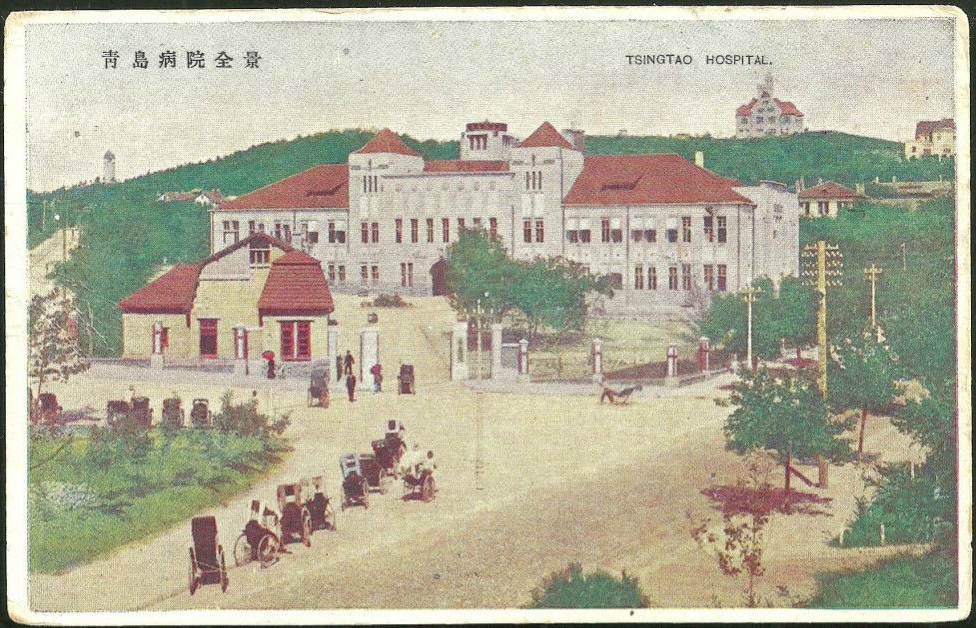
青岛病院正门及门诊楼

1914年8月，青岛战役爆发，督署医院成为德军战地医院。为避免医院成为日英联合舰队的攻击目标，德军将病人、伤员分散转移至海因里希亲王饭店、德华大学、水兵俱乐部等处。11月7日德军投降后，医院被日军占用改为青岛陆军病院。1915年，由于青岛日侨人口的增多以及对公用医疗设施的需求，陆军病院开始提供公共医疗服务，并设立海泊町诊疗所、叶樱町分病室、台西镇传染病室等分院。同年12月，海泊町诊疗所与叶樱町分病室合并为新町分院并迁至他处。1916年6月，青岛病院正式设立，设于原督署医院建筑群南半部分，北半部分仍属陆军病院。1921年3月，原督署医院III号病房楼南侧的督署医院花园原址上建成了青岛病院门诊大楼，大楼由建筑师三上贞设计。为建设该楼，三上贞曾前往日本国内各大城市考察当地医院建筑。由于建筑基址的地质条件较差，建设过程耗资巨大。

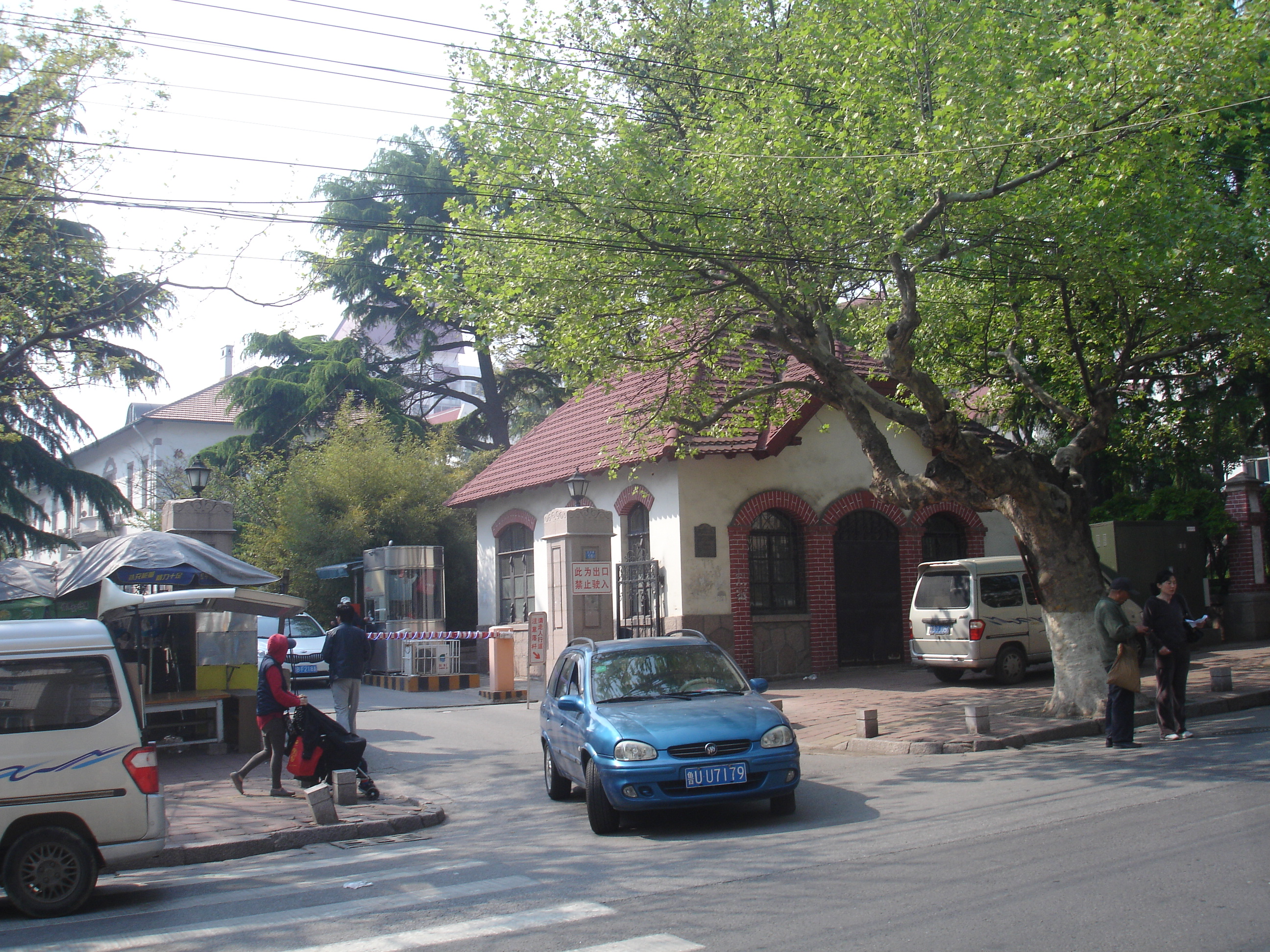
青医附院江苏路东门

1922年华盛顿会议期间中日双方于2月4日签订的《解决山东悬案条约》第五条及附约第二条规定包括卫生设施在内的所有市政公产移交给中国政府，但条约第七条规定日本领事馆及日本居留民团所必需的设施由日本人保管。在后续谈判中，日方认为原督署医院建筑群既经日本当局扩建，青岛病院（包括原督署医院设施与青岛病院门诊大楼）应当为日本人所保留。最终在同年12月1日签订的《山东悬案细目协定》第七条中，医院建筑群被划归日本居留民团管理。
1927年，医院由日本同仁会接管，改称同仁会青岛医院。1936年，江苏路东侧的原督署医院办公楼被借给日本外务省开设的华北产业科学研究所使用。1945年日本投降后，同仁会青岛医院解散。1946年，国立山东大学在青岛复校，接管该医院并建立国立山东大学附属医院，俗称“山大医院”，督署医院办公楼旧址为国立山东大学高级护士学校（简称“山大护校”）所使用。1956年，原山东大学医学院独立改为青岛医学院，山东大学附属医院改为青岛医学院附属医院（简称“青医附院”）。1993年，青岛医学院并入青岛大学，医院改为青岛大学医学院附属医院，2013年又改称青岛大学附属医院至今。原督署医院建筑群多数建筑自1990年代起被陆续拆除，今仅余部分建筑，现为青岛大学附属医院市南院区（本部）所使用，门牌号为江苏路16号。2000年，督署医院旧址以“总督府野战医院”之名列入青岛市历史优秀建筑名单 。2012年11月6日，列入市南区未核定为文物保护单位的不可移动文物（一般不可移动文物）名录。

## 建筑特色及保护状况

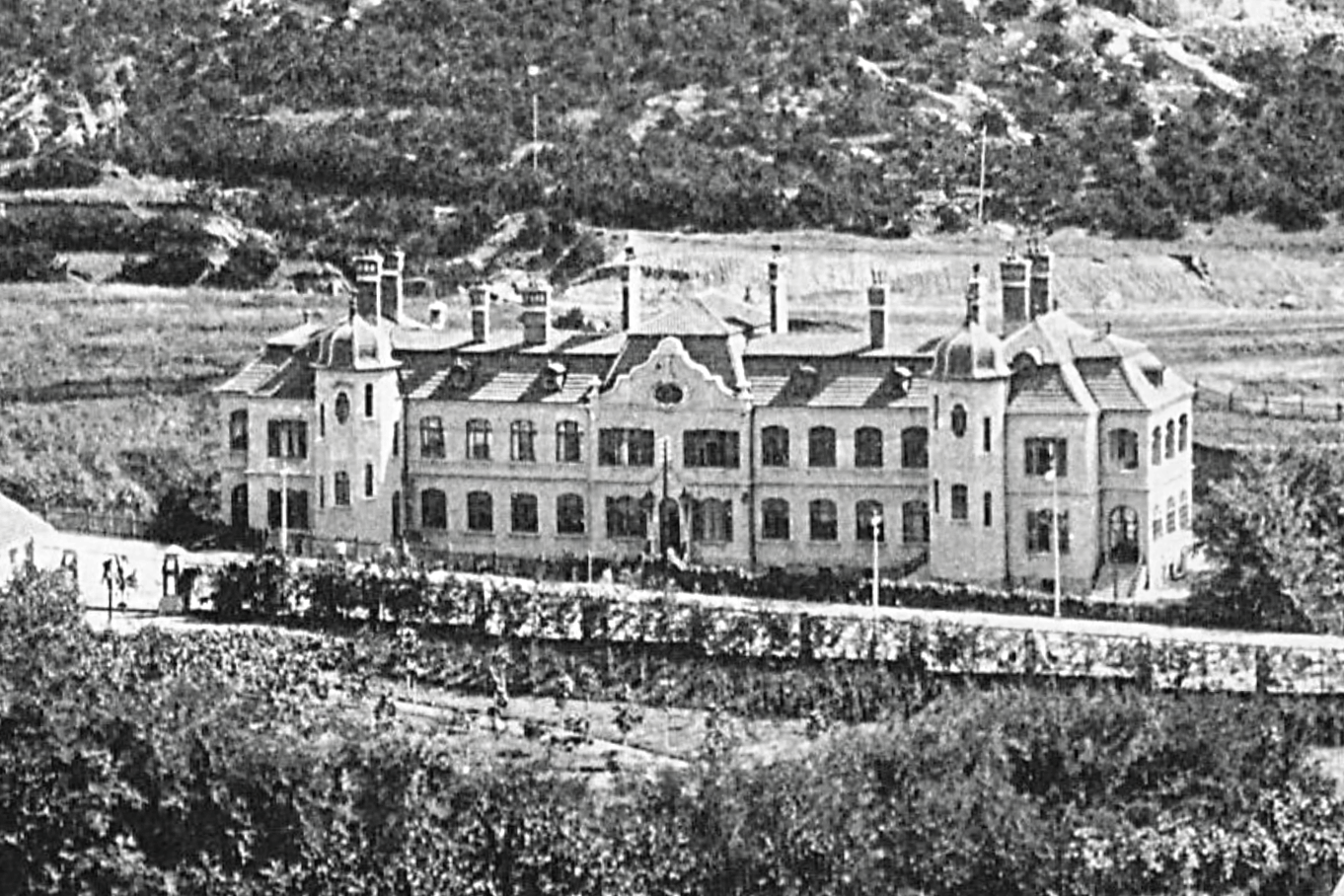
督署医院办公楼

督署医院旧址位于信号山、观海山、观象山三座山中间的山谷中，其所在街区为三角形地块，由东侧的江苏路、西南侧的平原路与北侧的观象一路围成，建筑大部分坐北朝南面向青岛湾 （督署医院办公楼则位于江苏路东侧、今江苏路19号址，正立面面向西侧），顺山坡等高线分布，建筑与建筑之间有大片绿化用地。临街筑有围墙，南侧与西侧各有一座大门，东侧有两座大门（现仅余江苏路16号门）。
建成后的督署医院共有各类建筑近二十栋，大多数建成于1903年以前，且大部分为单层建筑，一些建筑如三座病房楼部分单层部分两层，办公楼则为两层蒙莎屋顶。建筑群中规模最大的III号病房楼位于街区中央，其南侧为花园，东侧为大门，北侧为先期建成的I号、II号病房和其他附属建筑。所有建筑基座均为花岗岩砌成，外墙为白墙，屋顶覆盖各式红瓦（最初为铁皮屋顶），立面多为三段式或五段式对称划分，外墙以花岗岩、桁架、山花与纹路装饰。

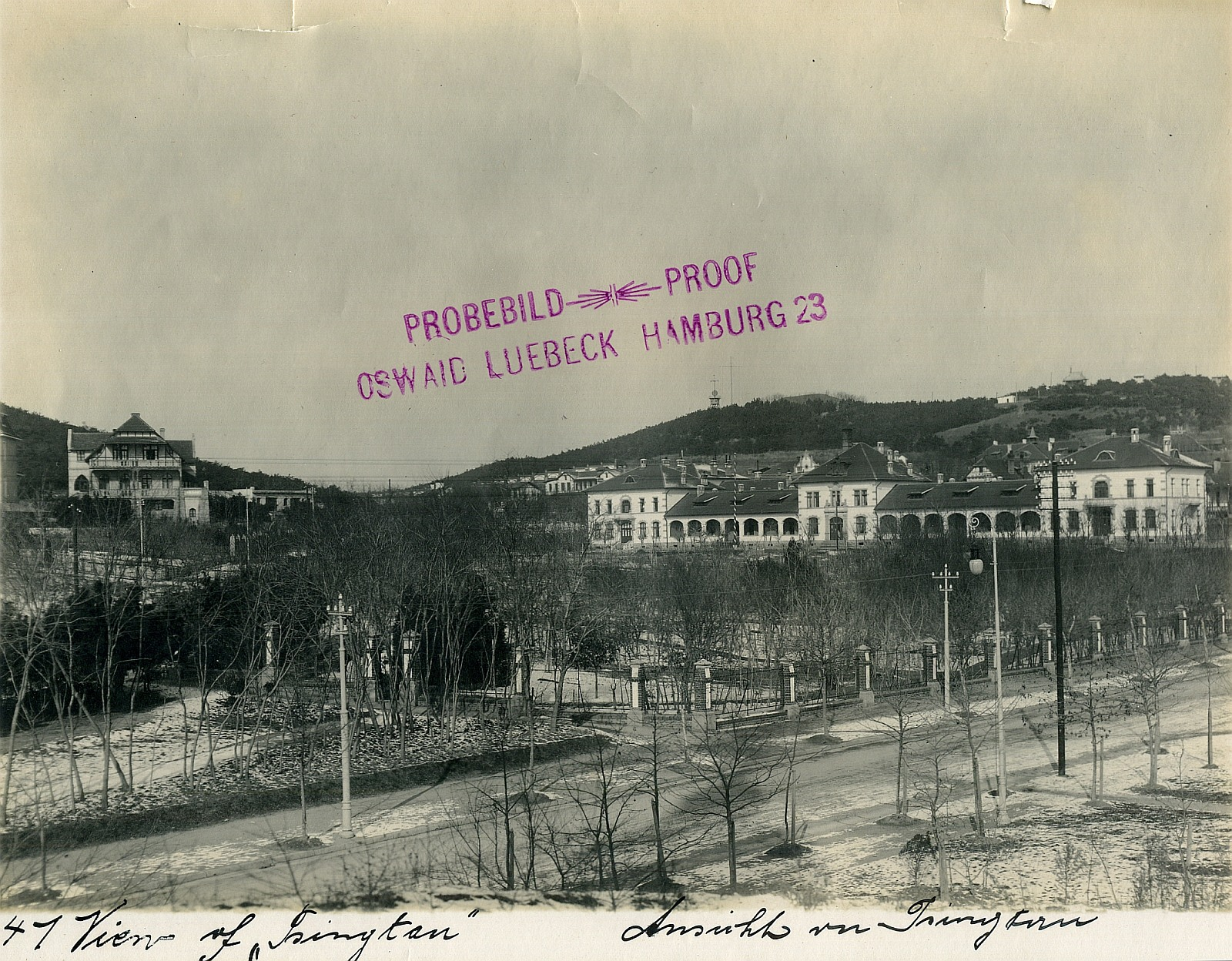
1910年代初的督署医院III号病房（右侧）与督署牧师温特住宅（左侧），两座建筑中间为医院路（Lazarettweg，今平原路）

1921年建成的青岛病院门诊楼则带有日本近代西式建筑的特点。门诊楼高两层，坡屋顶阁楼，基座以花岗岩蘑菇石砌成。正立面三段式对称布局，以塔楼突出中段，窗户多为细长型，外墙嵌有花岗岩条石形成纵向线条装饰。建设门诊楼的同时，门诊楼南侧的院墙门也被重建并扩大，同时增建了门房。
1926年1月，原III号病房楼中部楼顶失火，修复时由建筑师长冈平藏设计改为平顶。后来该楼原单层部分也加盖了二层。至1980年代，原督署医院及青岛病院建筑基本保存，门诊楼曾被改造为三层平顶。
自1990年代起，青医附院院内的老建筑陆续被拆除。1990年，江苏路19号督署医院办公楼旧址被拆除。1998年，原门诊楼因楼体严重老化而拆除，以建造新门诊楼。至2000年督署医院旧址列入青岛市历史优秀建筑时，大部分老建筑已被拆除。2006年下半年，平原路大门建于1900年代初的门房被拆除。2007年5月上旬，位于江苏路大门门房北侧的督署医院大药房旧址（拆除前为肿瘤治疗研究中心）被拆除，该建筑属于督署医院首批建成的建筑，拆除前是该批建筑中唯一存留者。同时，医院方面曾计划拆除III号病房旧址，因媒体曝光而作罢。
至此，原督署医院建筑群仅剩5栋建筑，包括规模最大的III号病房楼旧址（曾为检验楼，现更名为“德华楼”）、江苏路大门门房、临江苏路的一栋平房（曾为青医附院医学美容中心，现为儿童保健科）、医院东北角的病房楼（曾为皮肤科、中医科病房，现名“德馨楼”）、医院西北角临平原路的一栋平房（建于约1910年代，曾为太平间），外加部分院墙。2015年11月至2017年初，III号病房楼旧址翻修期间内部结构大部分被改造，外立面部分阳台被拆除改建。2017年10月上旬，西北角原太平间翻修导致失去原貌。

## 图集
- 督署医院西侧，近处的门房于2006年拆除
- 1910年代的督署医院与江苏路，后方山顶为观象台，彩色照片
- 青岛病院俯瞰
- 青岛病院院内的樱花树，为德占时期所种植，现已不存在
- 1930年代的同仁会青岛医院，III号病房旧址中部已改建为平顶
- 1980年代时青医附院内遗留的督署医院附属建筑
- 1980年代末的青医附院正门及门诊楼
- 拆除前的督署医院大药房
- 翻修前的青医附院原太平间
- 临江苏路的督署医院附属建筑旧址
- 江苏路东门门房
- 医院东北角的督署医院附属建筑旧址
- 翻修前的督署医院III号病房旧址
- 督署医院III号病房旧址内部翻修状况
- 翻修接近尾声的督署医院III号病房旧址